# Störkathen
Störkathen (niederdeutsch: Stöörkaten) ist eine Gemeinde im Kreis Steinburg in Schleswig-Holstein.

## Geografie und Verkehr
Störkathen liegt vier Kilometer nordöstlich von Kellinghusen im Naturpark Aukrug. Die Stör fließt durch die Gemeinde. Südlich verläuft die Bundesstraße 206 von Itzehoe nach Bad Bramstedt, östlich die Bahnlinie von Elmshorn nach Neumünster.

## Sehenswürdigkeiten
Am linken Ufer der Stör befindet sich das Naturschutzgebiet Störkathener Heide. Durch das Gelände führt ein Lehrpfad.

## Politik

### Gemeindevertretung
Bei der Kommunalwahl am 14. Mai 2023 wurden insgesamt sieben Sitze vergeben. Diese fielen erneut alle an die Wählergemeinschaft Störkathen. Die Wahlbeteiligung betrug 73,0 %.

### Wappen
Blasonierung: „Über blauem Wellenschildfuß, darin ein silberner Stör, in Silber eine rote Kate.“

## Bilder

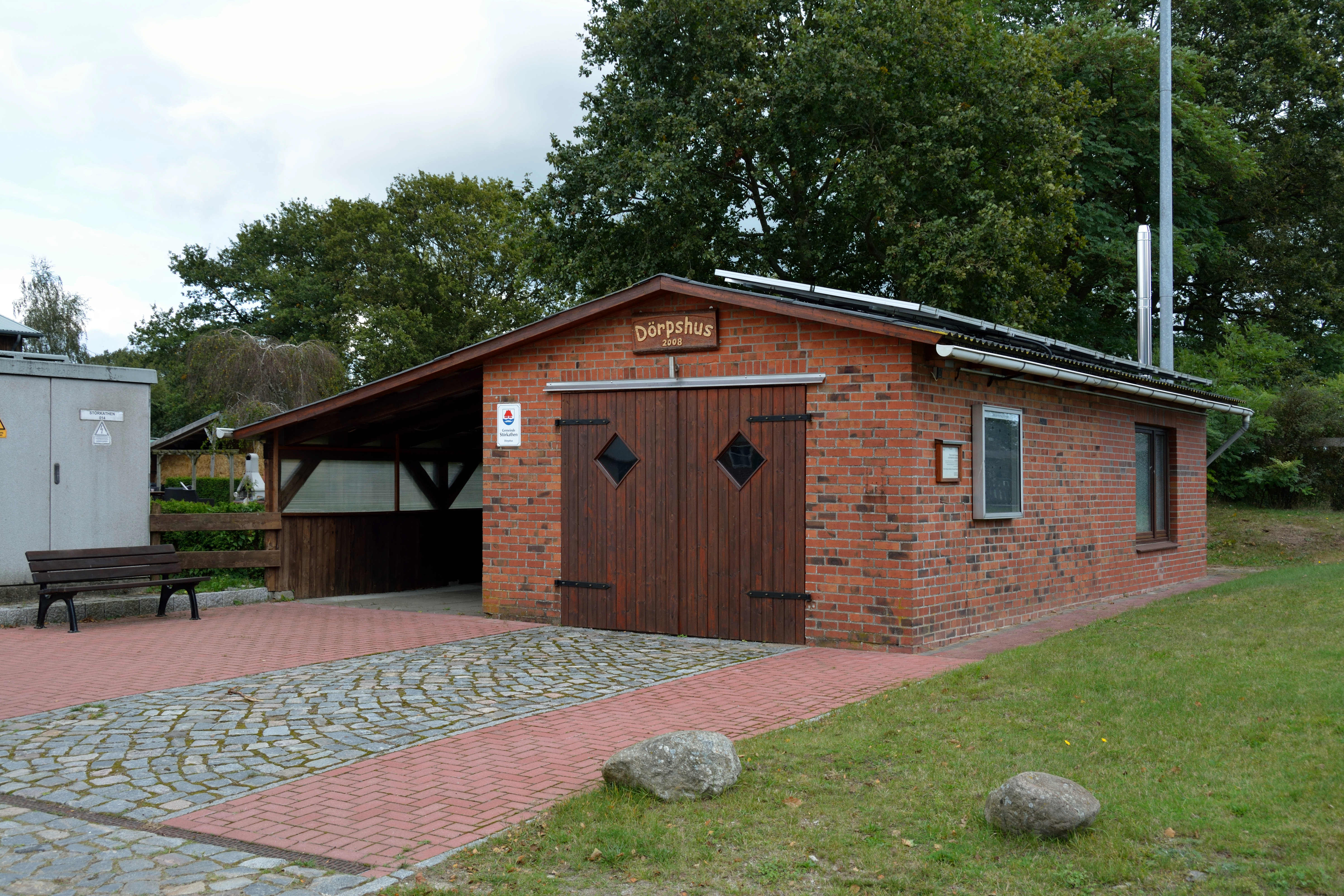
Das „Dörpshus“
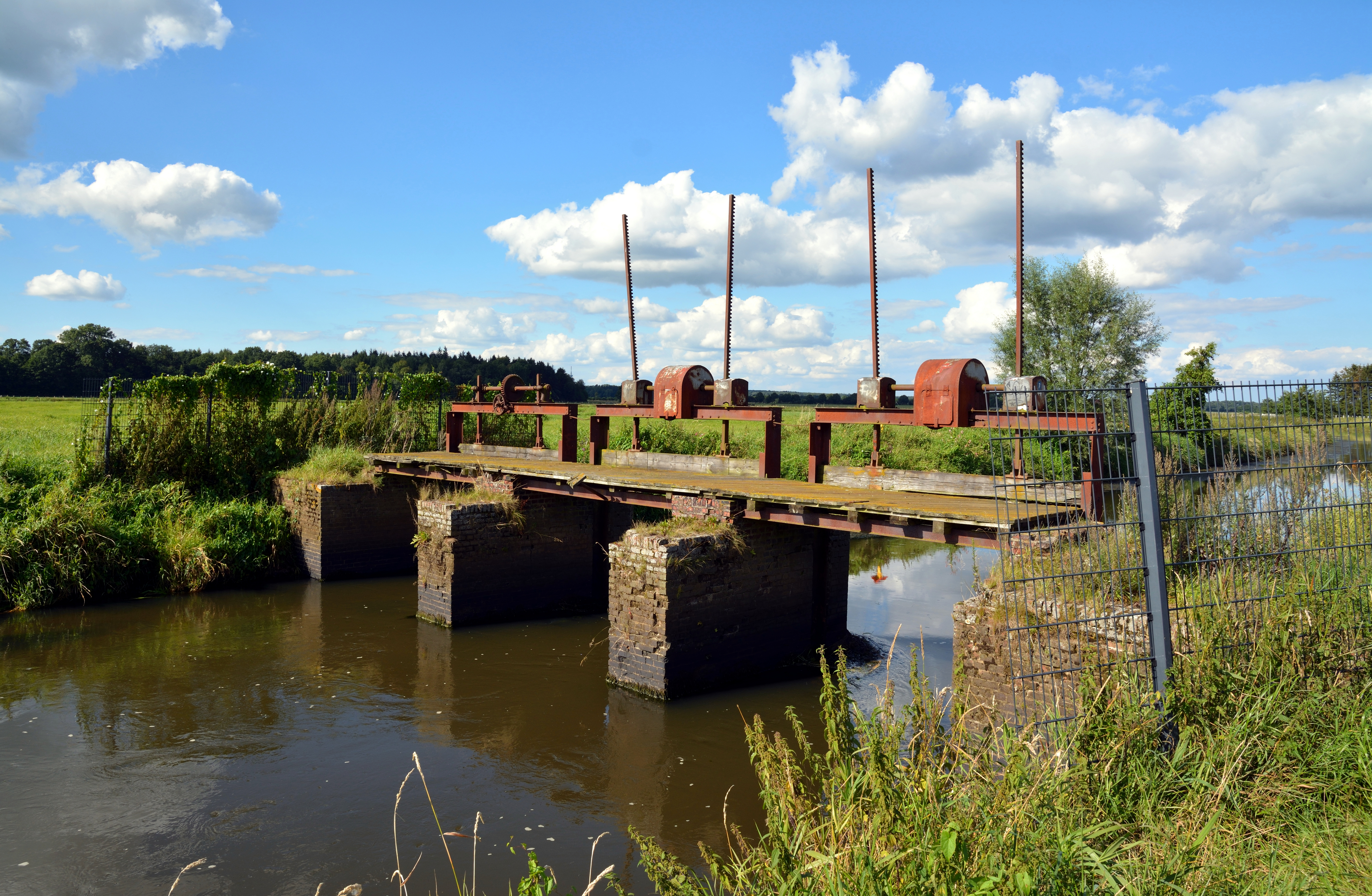
Das alte Wehr in der Stör ist das einzige Kulturdenkmal der Gemeinde.
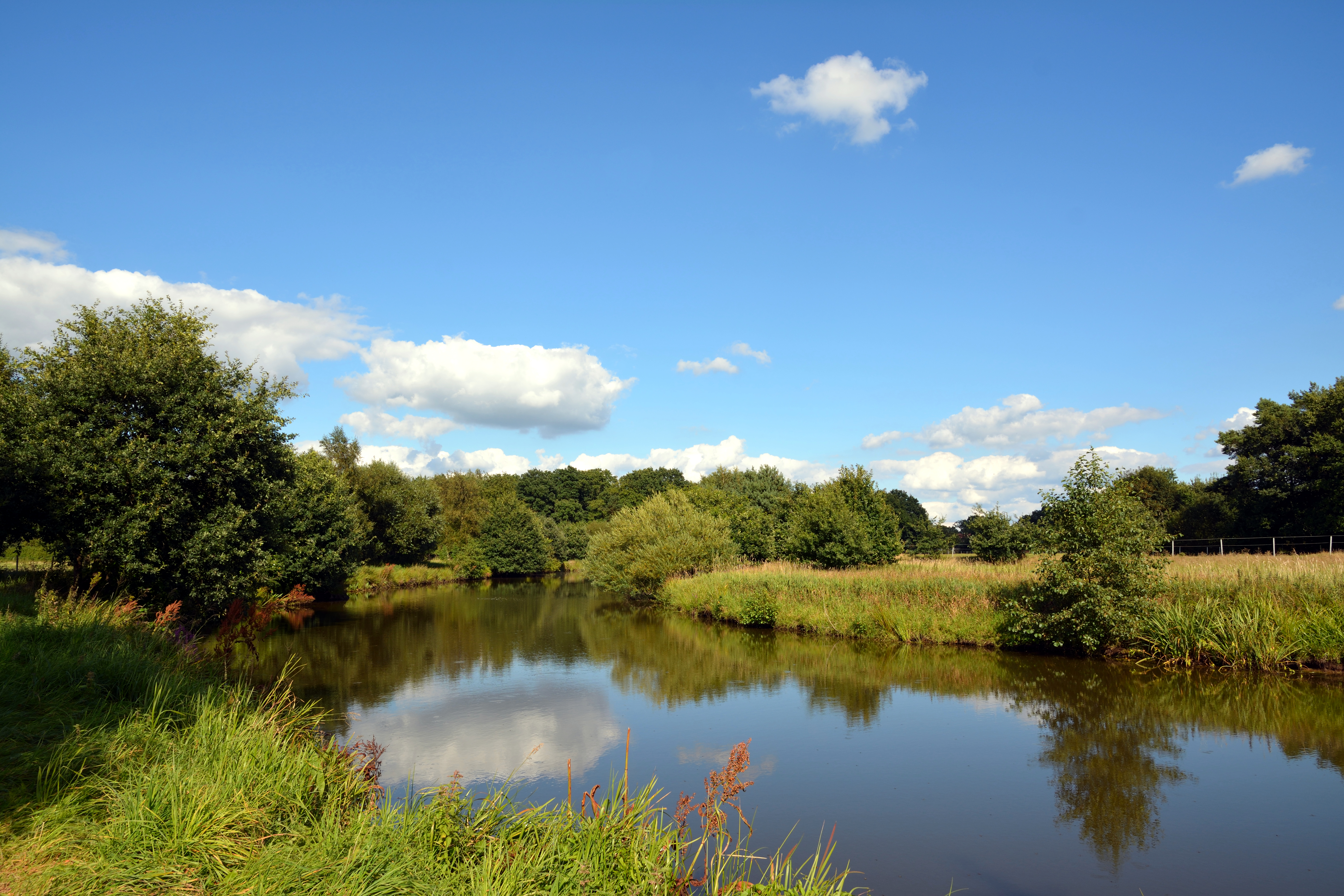
Alter Flussverlauf der Stör